# ジョヴィナッツォ
ジョヴィナッツォ（イタリア語: Giovinazzo）は、イタリア共和国プッリャ州バーリ県にある、人口約2万人の基礎自治体（コムーネ）。

## 地理

### 位置・広がり

#### 隣接コムーネ
隣接するコムーネは以下の通り。
- バーリ
- ビトント
- モルフェッタ
- テルリッツィ

## 行政

### 分離集落
ジョヴィナッツォには、以下の分離集落（フラツィオーネ）がある。
- Sette Torri, San Matteo, Le Macchie